# Prosopocera saperdoides
Prosopocera saperdoides är en skalbaggsart som först beskrevs av Max Quedenfeldt 1888.  Prosopocera saperdoides ingår i släktet Prosopocera och familjen långhorningar.
Artens utbredningsområde är Angola. Inga underarter finns listade i Catalogue of Life.